# Barbican olivâtre
Cryptolybia olivacea
Genre
Espèce
Statut de conservation UICN

 LC  : Préoccupation mineure
Le Barbican olivâtre (Cryptolybia olivacea) est une espèce d'oiseaux de la famille des Lybiidae, dont l'aire s'étend à travers les forêts élevées d'Afrique de l'Est.

## Sous-espèces
Selon la classification de référence (version 14.1, 2024) du Congrès ornithologique international il se répartit en cinq sous-espèces :
- C. olivacea olivacea (Shelley, 1880) — forêts de l'Arc oriental (nord-est)[1]
- C. olivacea howelli (Jensen & Stuart, 1982) — monts Udzungwa et Mahenge
- C. olivacea woodwardi Shelley, 1895 — plateau de Rondo (Tanzanie) et forêt oNgoye (Zululand)
- C. olivacea rungweensis (Benson, 1948) — mont Rungwe et monts Poroto (Tanzanie) et monts Misuku (Malawi)
- C. olivacea belcheri (W.L. Sclater, 1927) — monts Thyoli (Malawi) et Namuli (Mozambique)